# کلادوروب
کلادوروب (به بلغاری: Kladorub) یک منطقهٔ مسکونی در بلغارستان است که در استان ویدین واقع شده‌است. کلادوروب  ۴۹ نفر جمعیت دارد و ۱۹۳ متر بالاتر از سطح دریا واقع شده‌است.